# ماكس إس. هايز
ماكس إس. هايز (بالإنجليزية: Max S. Hayes)‏ هو سياسي أمريكي، ولد في 1866، وتوفي في 1945 في كليفلاند في الولايات المتحدة. حزبياً، نشط في Social Democratic Party of America ‏.